# Akiko Yosano
Akiko Yosano (与謝野 晶子, Yosano Akiko, 7 de dezembro de 1878 — 29 de maio de 1942) era o pseudônimo da poetisa japonesa Yosano Shiyo. Uma das autoras mais famosas e polêmicas de seu país, Yosano foi também uma figura feminista pioneira, pacifista e educadora.

## Biografia
Akiko Yosano era filha de um rico comerciante de Sakai, em Osaka. Desde tenra idade, ela gostava de ler e ajudava os negócios de sua família. Quando estudante do ensino secundário, começou a escrever para a revista de poesia Myōjō, da qual se tornou uma das mais contribuintes mais importantes. O editor da Myōjō, Tekkan Yosano, ensinou-lhe a poesia tanka e frequentemente a visitava em Sakai.
Embora Yosano fosse um homem casado, ele e Akiko se apaixonaram um pelo outro e iniciaram uma vida juntos em Tóquio. Em 1901, após o divórcio de Tekkan, eles puderam se casar. O político japonês Kaoru Yosano é um de seus netos.

### Carreira literária
Em 1901, Akiko Yosano publicou seu primeiro volume de tanka, Midaregami, que continha cerca de 400 poemas e foi muito bem recebido pelos críticos literários. Diferente de qualquer outro trabalho do final do período Meiji, esse livro trouxe um apaixonado individualismo à tradicional poesia tanka. Ela seguiu essa linha inovadora com mais vinte antologias waka, tais como Koigoromo e Maihime. Tekkan, que também era poeta, não demorou para perceber que as habilidades de sua parceira eram maiores do que as dele, e decidiu dedicar-se a ajudar a carreira literária de Akiko.
Durante o período Taishō, Yosano focou sua atenção no comentário social, publicando Hito obyobi Onna to shite, Gekido no Naka o Iku e sua autobiografia Akarumi. Seus comentários tenderam a criticar o então crescente militarismo do Japão, bem como a promever seus pontos de vista feministas.
Seu último trabalho, Shin Man'yōshū, foi uma compilação de 26.783 poemas de 6.675 contribuintes em um período de quase 60 anos.

### Outros papéis

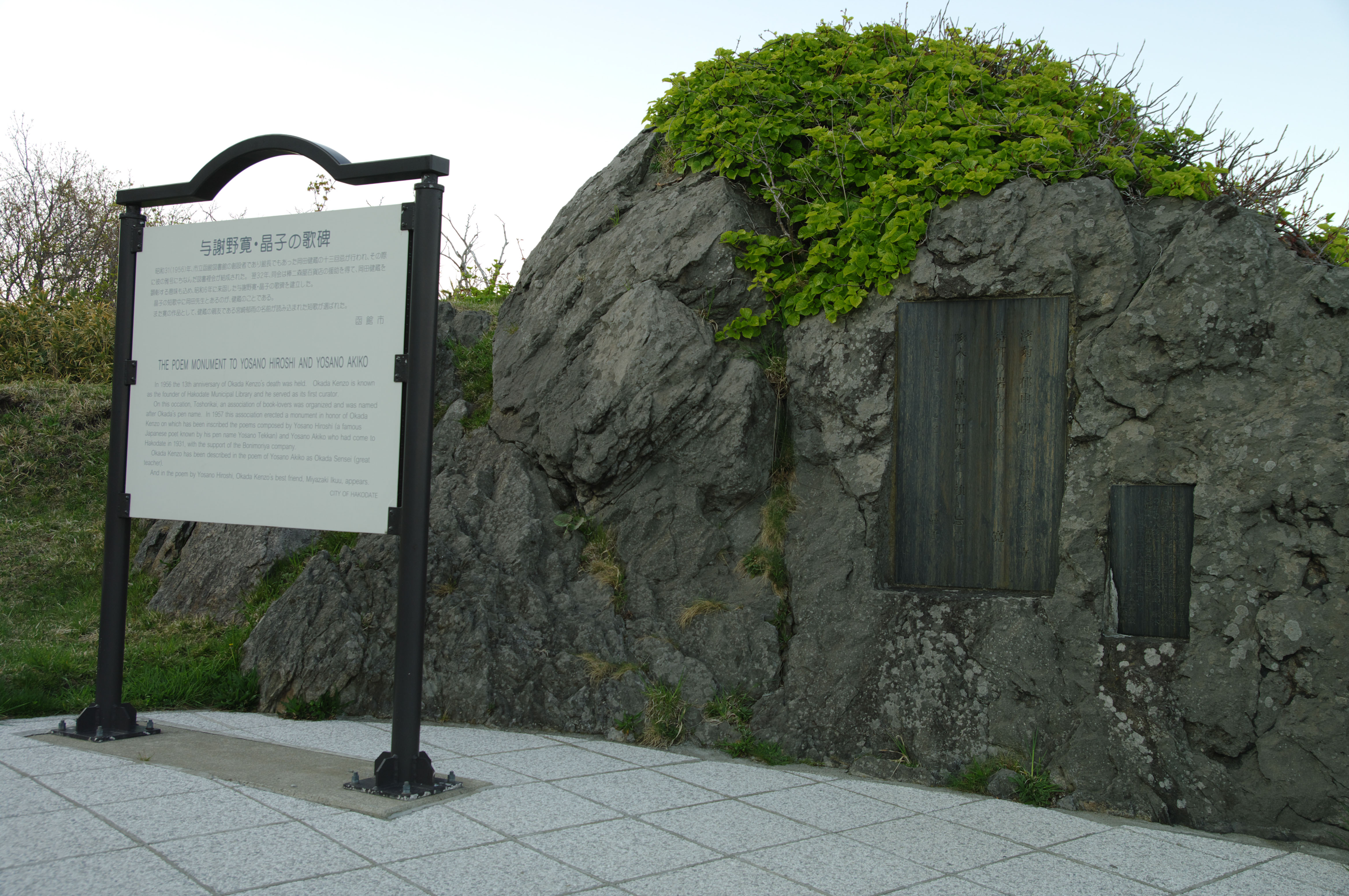
O monumento-poema em homenagem ao casal Yosano.

Grande defensora da educação para mulheres, Yosano foi uma das fundadoras e administradoras de uma escola mista, Bunka Gakuin. Além de ajudar muitos escritores aspirantes, ela traduziu clássicos japoneses para a língua japonesa moderna, tais como Shinyaku Genji Monogatari (ou "O Conto de Genji") e Shinyaku Eiga Monogatari. 

### Morte
Akiko Yosano faleceu vítima de um derrame cerebral em 1942, aos sessenta e três anos de idade. Como sua morte ocorreu no meio da Guerra do Pacífico, ela não foi noticiada em larga escala pela imprensa, e seus trabalhos foram bastante esquecidos pelos críticos e pelo público em geral no final da guerra. Entretanto, em anos recentes, seu estilo romântico e sensual tem ganhado popularidade. O túmulo de Akiko Yosano está localizado no cemitério de Tama Reien, nos arredores de Tóquio.